# ジョン・ホプナー
ジョン・ホプナー（John Hoppner RA 、1758年4月4日 - 1810年1月23日）はドイツ人の両親をもつイギリスの画家である。ジョシュア・レノルズの後を継いで、イギリス王室の宮廷画家として働き、王室の人々や、ネルソン提督や、ウェリントン元帥といった国民的英雄の肖像画を描いた。

## 略歴
ロンドンで生まれた。両親はジョージ3世の王妃シャーロットがイギリスに輿入れした時に、ドイツから付き従ってきたお気に入りの侍従で、ジョン・ホプナーは宮廷で育った。はじめ聖歌隊に属していたが1775年に国王に許されて王立美術院で学び始めた。
1782年に王立美術院の展覧会に歴史画を出展し金賞を受賞し、国王から幼い王女たちの肖像画を描くように依頼された。その後も美術院で賞を得て、多くの顧客から肖像画の注文を受けジョシュア・レノルズのライバルとなった。1795年に王立美術院の会員に選ばれた。

## 作品

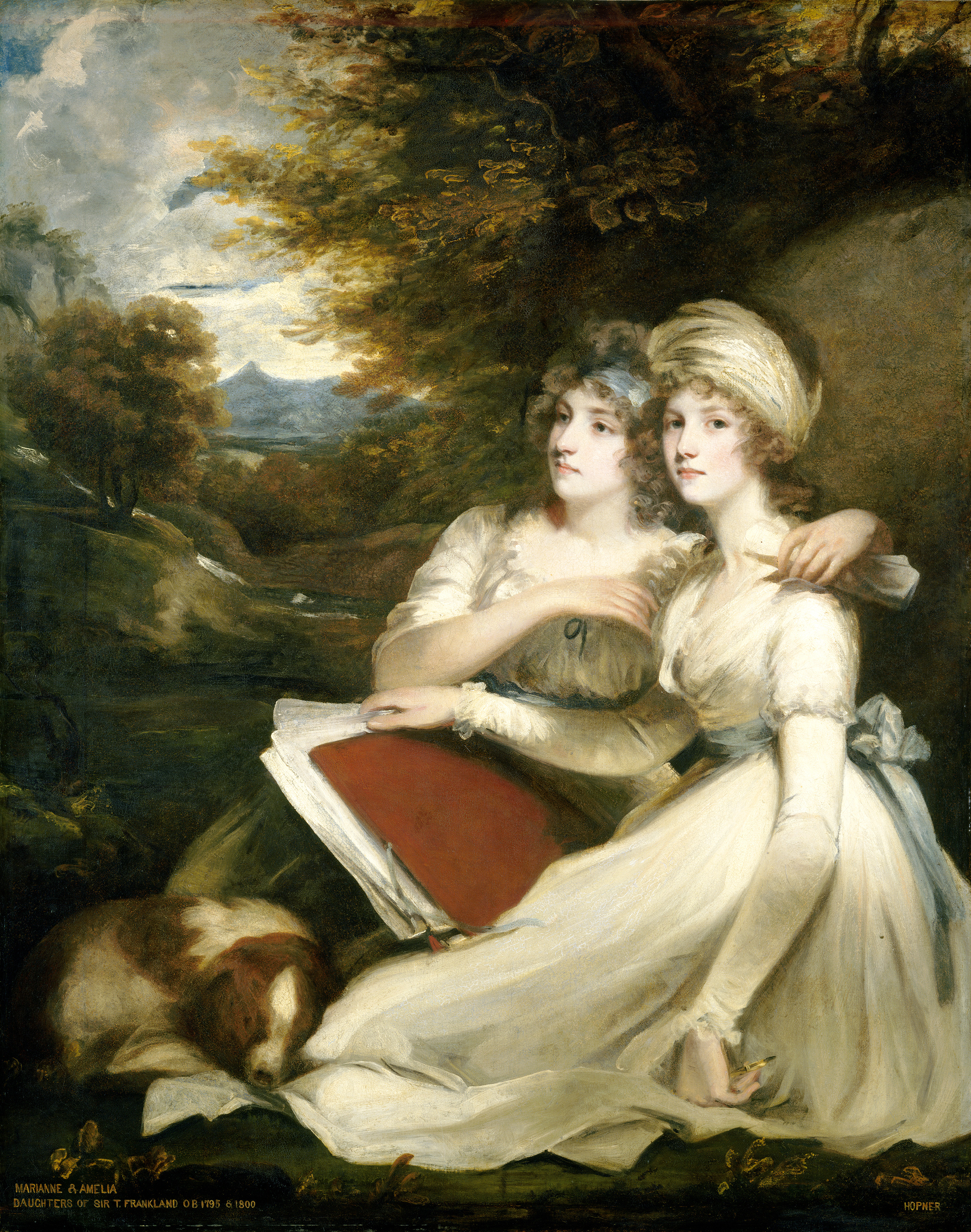
フランクランド家の姉妹
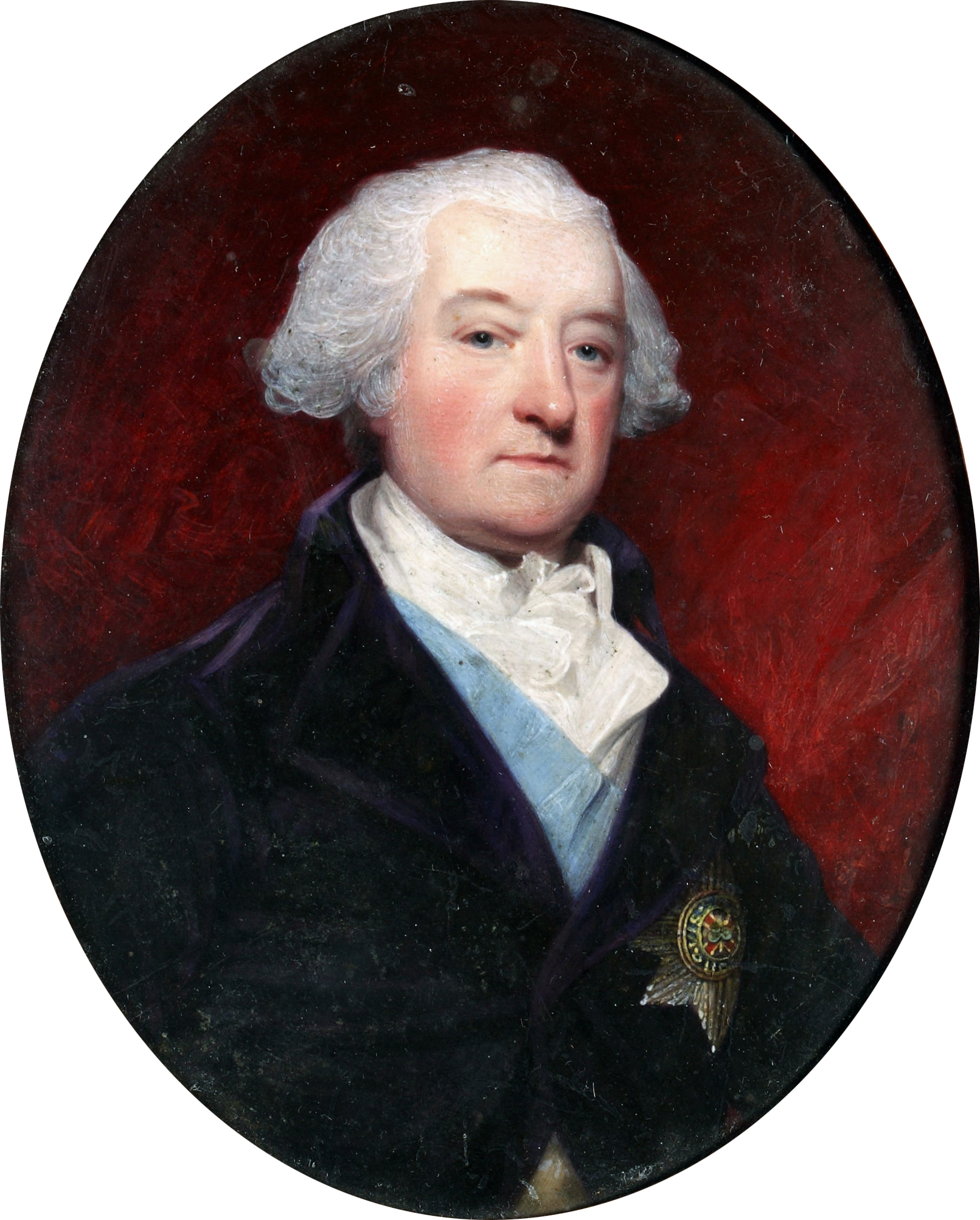
初代トモンド侯爵マロー・オブライエン
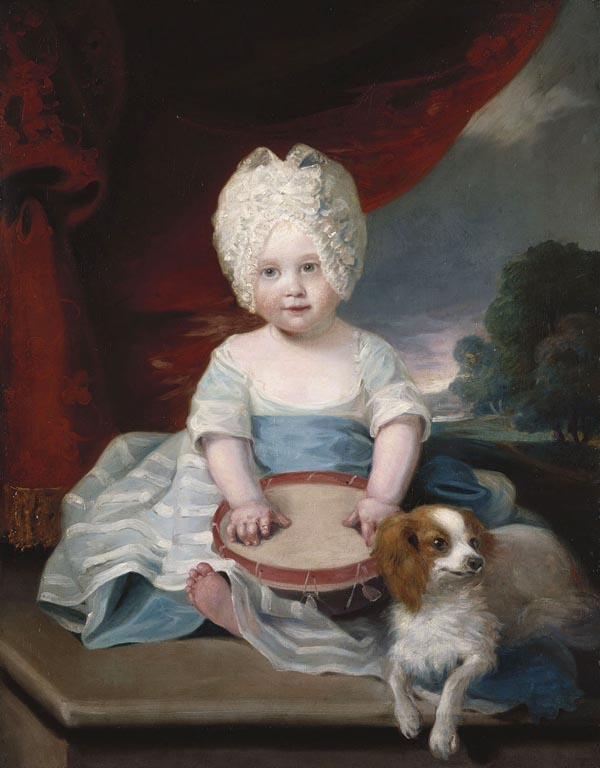
アミーリア王女、1785年
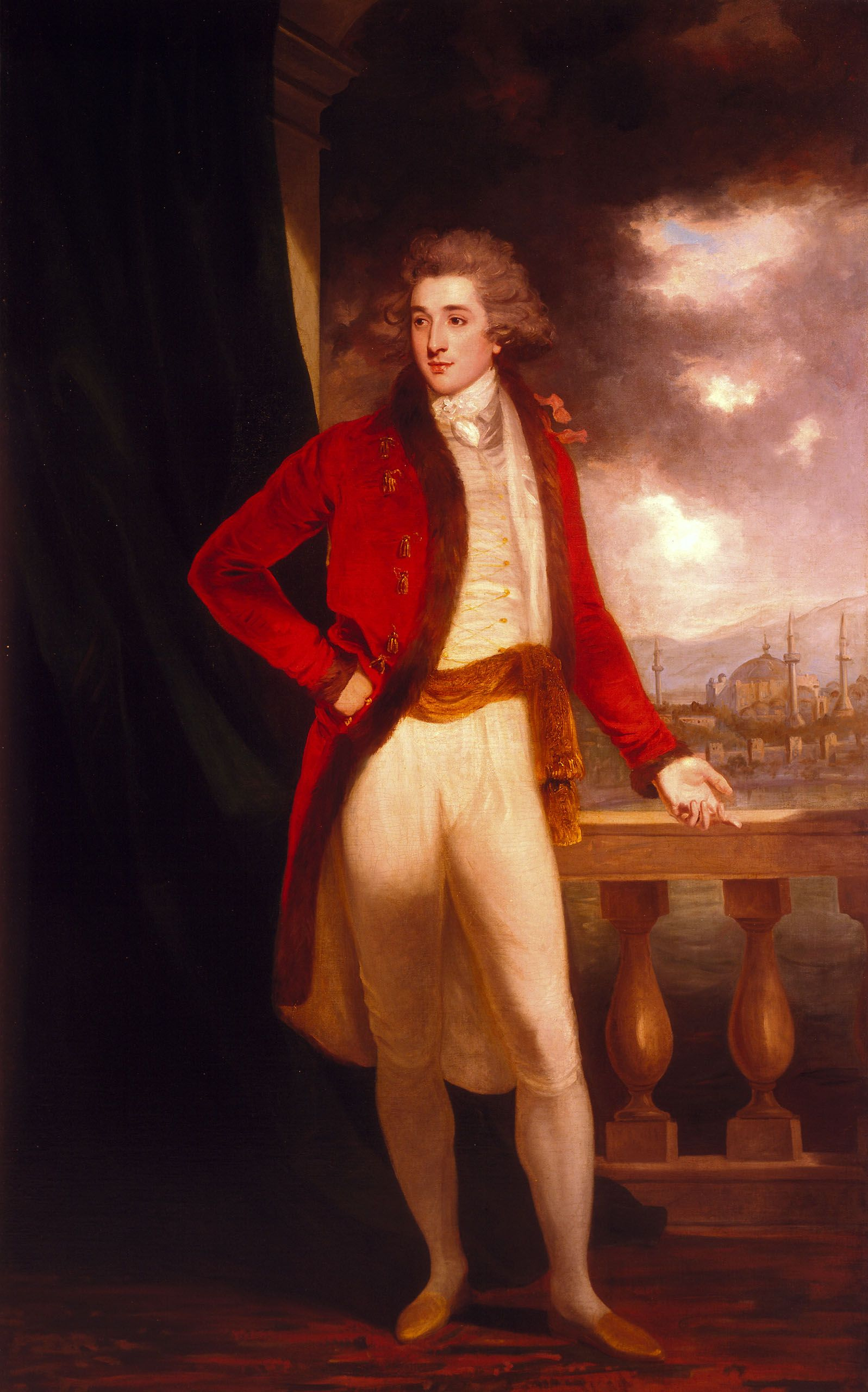
ジョージ・ポーター大尉、1791年
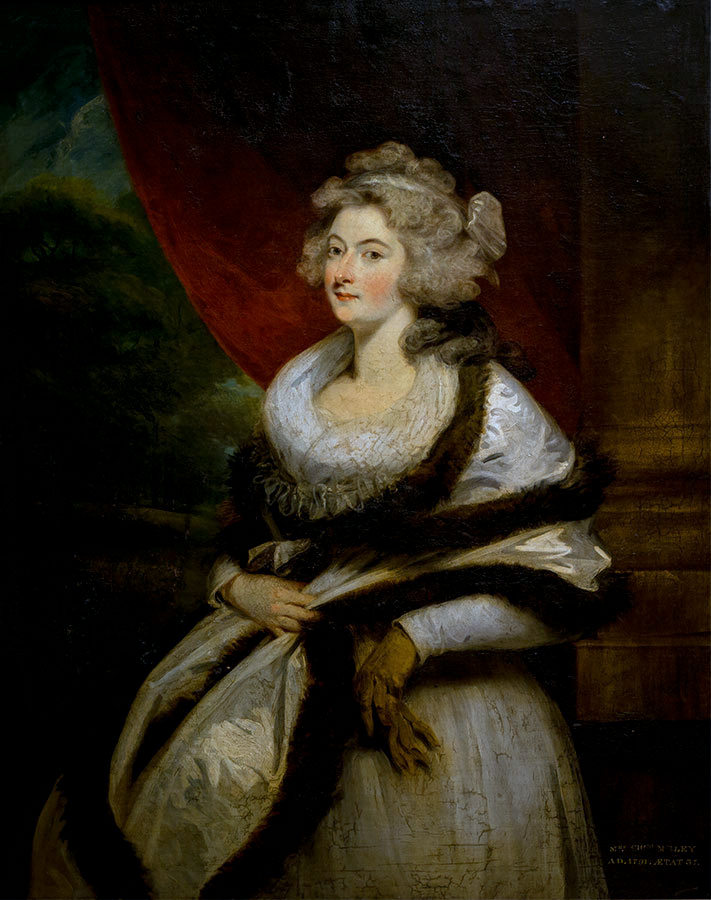
チャムリー夫人
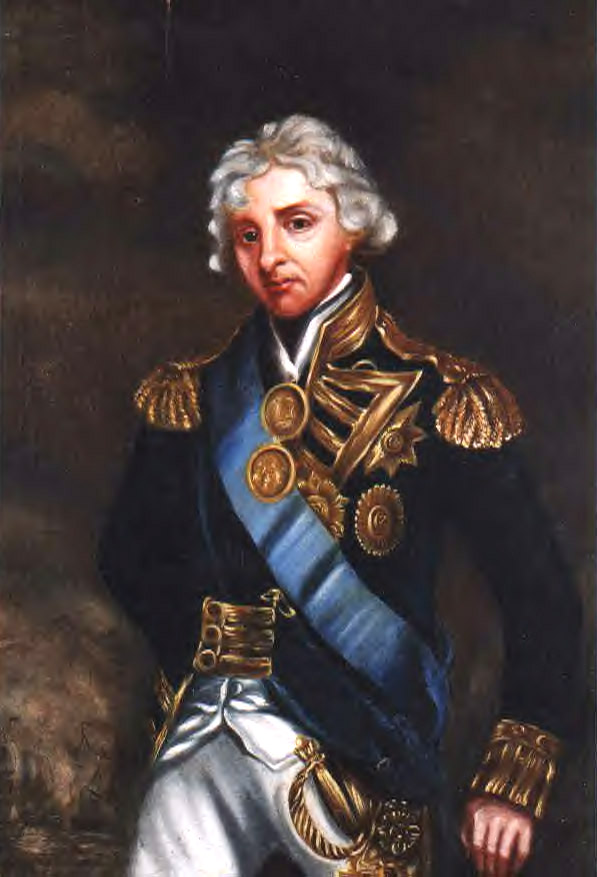
ネルソン提督
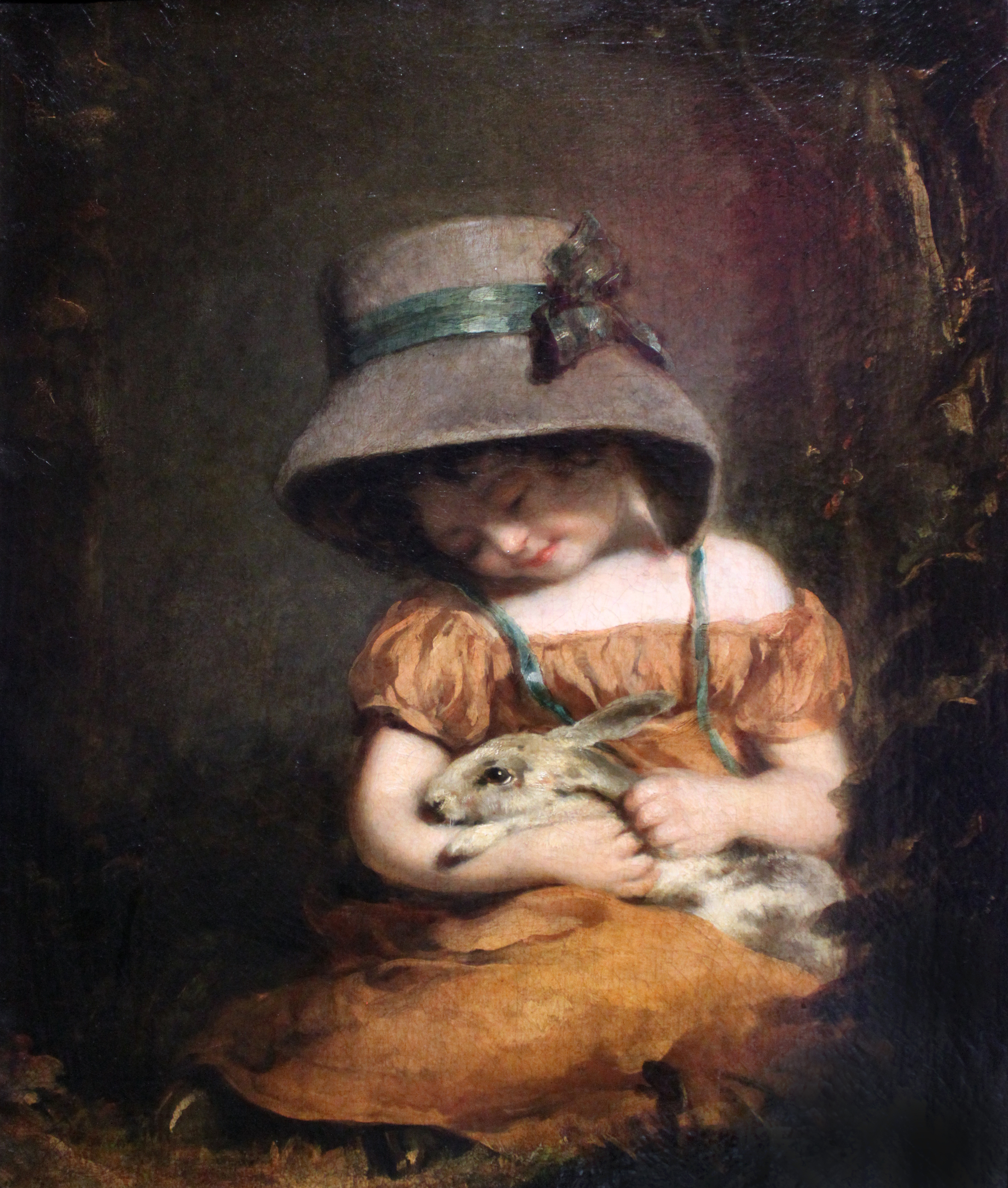
女の子とウサギ、1800年
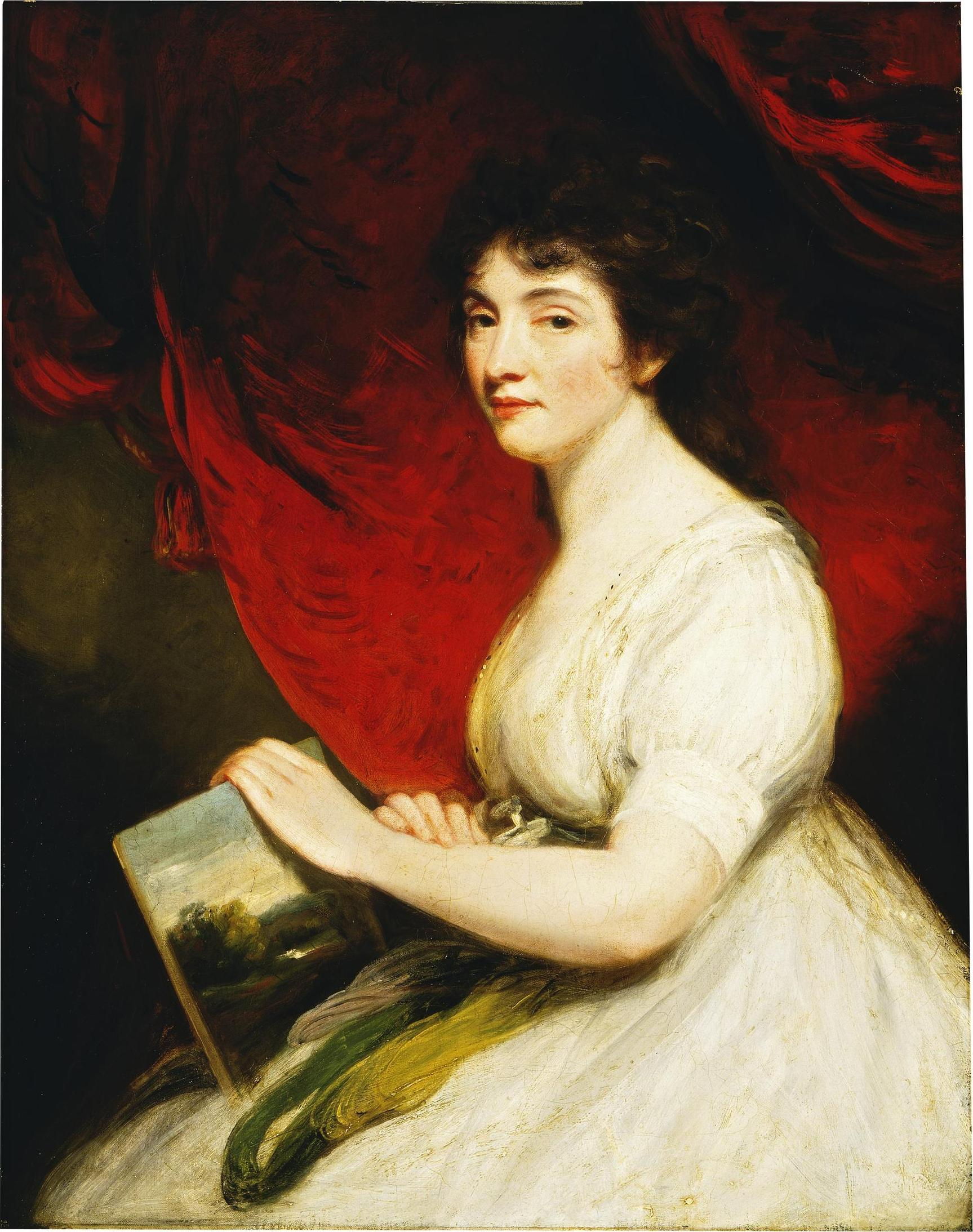
メアリー・リンウッド（英語版）の肖像画、1800年
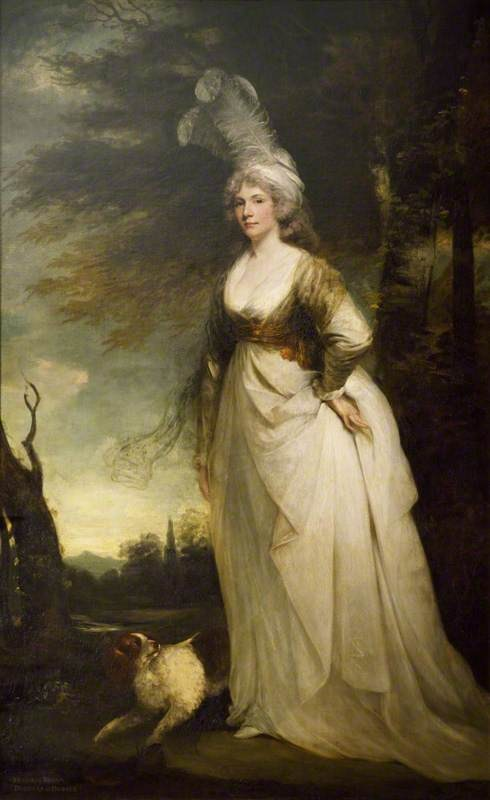
ドーセット公爵夫人アラベラ